# Cratere Babakin (Luna)
Babakin è un piccolo cratere lunare intitolato all'ingegnere sovietico Georgi Nikolayevich Babakin; è situato a sud del cratere Fermi nel lato oscuro della Luna. Il cratere appare simmetrico, perfettamente circolare e dai contorni ben definiti con soltanto lievi tracce di erosione nel lato nord. L'interno del cratere è poco ripido.